# Heidelbergmaterials Precast Abetong

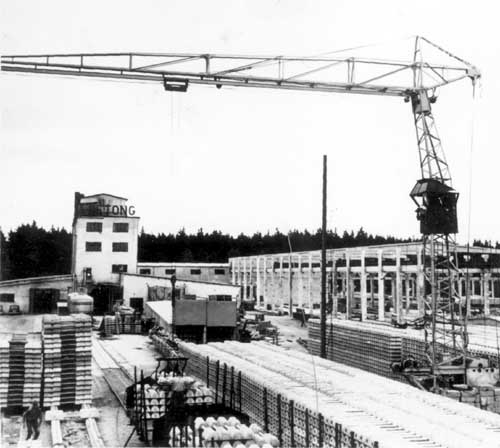
Abetongs fabrik i Vislanda på 1960-talet.

Heidelberg Materials Precast Abetong AB är ett företag för utveckling, tillverkning och försäljning av betongelement och betongbaserade produkter, grundat av familjen Olsson i Vislanda i augusti 1945. 
Företagets verksamhet är indelad i tre marknadssegment, anläggning, hus och lantbruk. Huvudkontoret ligger i Växjö med produktion vid 6 fabriker (Vislanda H, Vislanda S, Falkenberg, Varberg, Kvicksund och Hallstahammar) och försäljningkontor på 12 orter över hela Sverige. 
Heidelberg Materials Precast Abetong har cirka 530 anställda och en omsättning på 1,2 miljarder kronor per år. Abetong AB ingår sedan 1999 i Heidelberg Materials (tidigare Heidelberg cement group).

## Historik[5]
Företaget Vislanda Cementvarufabrik Lennart Olsson & Co bildades av familjen Olsson 1945. År 1951 ändrades namnet till A-betong i Växjö-Vislanda Aktiebolag. Från starten och fram till och med 60-talet expanderade företaget kraftigt i Sverige framförallt inom produktområdena betongrör, järnvägssliprar, industri- och bostadsstommar. Även etableringar utomlands påbörjades. 
Under perioden 1975–1985 tvingades företaget i takt med en försvagad marknad och dålig lönsamhet krympa och avveckla en stor del av vad som tidigare byggts upp. Verksamheten minskade från tolv fabriker och 2.500 anställda i Sverige till tre fabriker och cirka 250 anställda. Produkter för lantbruket introducerades. Utlandssatsningar resulterade i flera etableringar. 
Efter omfattande strukturaffärer, organisationsförändringar och fusioner på 1980- och 1990-talen organiserades företaget 1998 i tre marknadsdivisioner: Lantbruk, Hus och Anläggning.
Den 23 mars 2023 bytte Abetong AB namn till Heidelberg Materials Precast Abetong AB i samband med att alla bolag inom koncernen gick in under ett gemensamt varumärke.

## Firmahistorik
- Vislanda Cementvarufabrik Lennart Olsson & Co (1945)
- A-Betong i Växjö- Vislanda Aktiebolag (1951)
- A-Betong Aktiebolag (1963)
- Abetong Aktiebolag (1987)
- Abetong Prefab Aktiebolag (1991)
- Abetong Precon AB (1997)
- Abetong AB (2002)
- Heidelberg Materials Precast Abetong (2023)

## Verkställande Direktörer
- Lennart Olsson (1945–1970)
- Mats-Olof Macklin (1970–1971)
- Allan Persson (1971–1975)
- Knut Wickberg (1975–1982)
- Jan-Erik Håkansson (1982–1991)
- Börje Linnertz (1991–1998)
- Hans Davidsson (1998–2009)
- Fredrik Holst (2009–2014)
- Torbjörn Nilsson (tillför. 2014–2015)
- Jörgen Persson (vVd 2015-2017)
- Jan Lagerstedt (2017-2018)
- Filip Sten (2018- )

## Huvudägare
- Familjen Olsson Vislanda (1945–1963)
- AB Industrivärden (1963–1966)
- AB Gullhögens Bruk (1966–1973)
- Eurockoncernen (1973–1995)
- Scancemkoncernen (1995–1999)
- Heidelberg Materials (tidigare Heidelberg cement group) (1999–)